# Ессентуки № 4
«Ессентуки № 4» — минеральная природная лечебно-столовая питьевая вода. Вода хлоридно-гидрокарбонатная (гидрокарбонатно-хлоридная) натриевая, борная, среднеминерализованная (уровень минерализации 7,0—10,0 г/л).
В соответствии с ГОСТ Р 54316-2020 «Воды минеральные природные питьевые. Общие технологические условия», минеральная вода «Ессентуки № 4» добывается только из скважин 33-бис, 34-бис, 39-бис, 41-бис, 49-Э, 418, 56, 57-РЭ-бис, 71, 71-Н Ессентукского месторождения на территории эколого-курортного региона Кавказских Минеральных Вод в Ставропольском крае.

## История

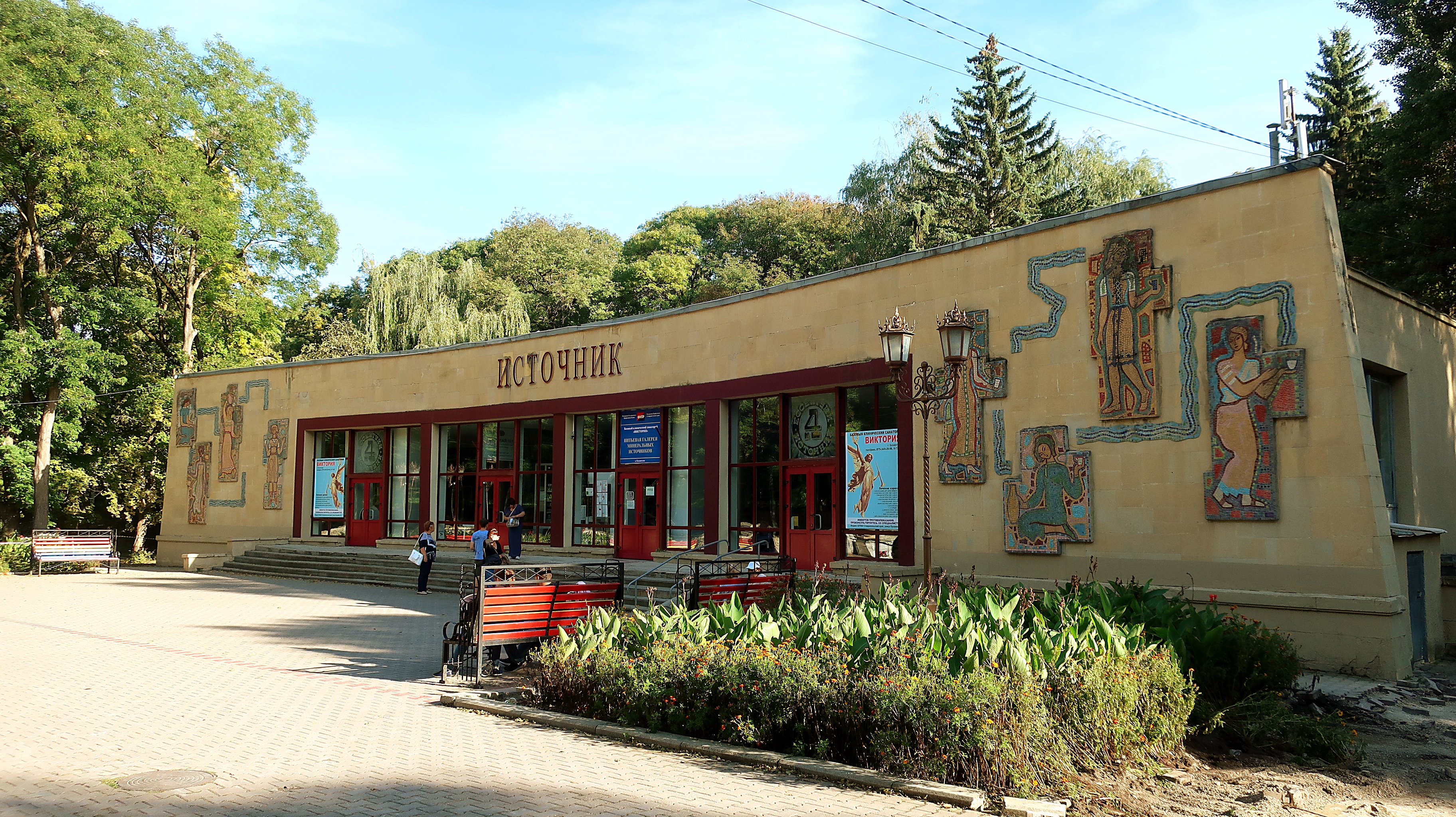
Бювет источника № 4 в Лечебном парке города Ессентуки

В 1810 году на Ессентукском месторождении останавливался врач и филантроп Ф. П. Гааз, который занимался изучением свойств Кавказских минеральных вод. В своей монографии «Замечания о Кавказских Минеральных Водах» (1811) Ф. П. Гааз рассказал об открытии Ессентукского минерального источника.
В 1823 году на Кавказские Минеральные Воды был направлен врач и фармацевт А. П. Нелюбин, который обнаружил ещё 20 минеральных источников, помимо открытых Гаазом, сделал их порядковую нумерацию и разбил их согласно химическому составу на две большие группы: соляно-щелочные и серно-щелочные. Итогом работы Нелюбина стала книга «Полное историческое, медико-топографическое, физико-химическое и врачебное описание кавказских минеральных вод», которая впоследствии легла в основу бальнеологической и курортологической науки. Изначально для процедур использовалась вода из источников № 2, который в 1840 году иссяк и основными для врачебного применения стали источники № 4 и № 17, их объём был достаточным и для процедур, и для розлива воды в бутылки. Позже на месте с источниками вырос Курортный парк, а «Ессентуки № 4» начали разливать в открытом павильоне.
В 1848 году по приказу наместника Кавказа — князя Михаила Семеновича Воронцова было отправлено 300 бутылок воды адмиралу М. П. Лазареву в город Николаев. В 1860-х годах ессентукская минеральная вода поставлялась в Санкт-Петербург, Москву, Владикавказ, Ростов, Тифлис. В 1871 году была открыта первая Разливная и организован розлив ессентукских вод на постоянной основе, а в крупных городах России и городах Европы была налажена продажа воды. Ессентукская минеральная вода продавалась в Лондоне, Париже, Праге и давала значительную прибыль казне.
В 1885-88 годах был увеличен приток источников № 4, 17, 19, 20. В 1890-1900 годах в Ессентуках были построены гостиницы, санатории, водопровод, завершено строительство железной дороги от Ростова до станции Минеральные Воды и шоссейной дороги от Минеральных Вод до Кисловодска, через Пятигорск и Ессентуки. В 1908–12 годах по проекту архитектора Н. Н. Семёнова были построены летние четыре питьевых бювета источника № 4.
В 1930 году ессентукские курорты перешли на круглогодичную работу, в 1933-34 годах было проведено глубокое бурение. Ежедневно добывалось порядка 1 миллиона литров воды из источников, что позволило Ессентукам стать бальнеологическим и питьевым курортом. К 1941 году курорт посещали около 51 000 человек в год. Накануне Великой Отечественной войны Есстентукский курорт завоевал Красное Знамя Наркомздрава и ЦК профсоюза медработников и занял первое место в смотре курортов.
В конце 1940-х годов была произведена масштабная гидрогеологическая разведка по всей территории Кавказских минеральных вод. Благодаря работе гидрогеологов был открыт Новоблагодарненский участок Ессентукского месторождения с источниками вод «Ессентуки № 4» и «Ессентуки № 17».
В начале 1950-х годов началась промышленная добыча минеральной воды «Ессентуки № 4» из скважин Новоблагодарненского участка Ессентукского месторождения. В это же время был открыт завод на улице Гааза, д. 5А в городе Ессентуки, где в настоящее время продолжается розлив воды «Ессентуки № 4».
В 1967 году на месте бювета № 2, построенного до революции, по проекту архитектора В. Н. Фуклева была построена питьевая галерея источника № 4. В 1989 году на территории Ессентуков построена крупнейшая в СССР питьевая галерея, рассчитанная на 5 000 посещений в день. В числе прочих, в галерею непосредственно из источника поступает вода «Ессентуки № 4» из скважин, относящихся к Ессентукскому месторождению.
В 1990 – 2000-х годах на территории курорта эксплуатировалось несколько источников «Ессентуки № 4».

## Правообладатели

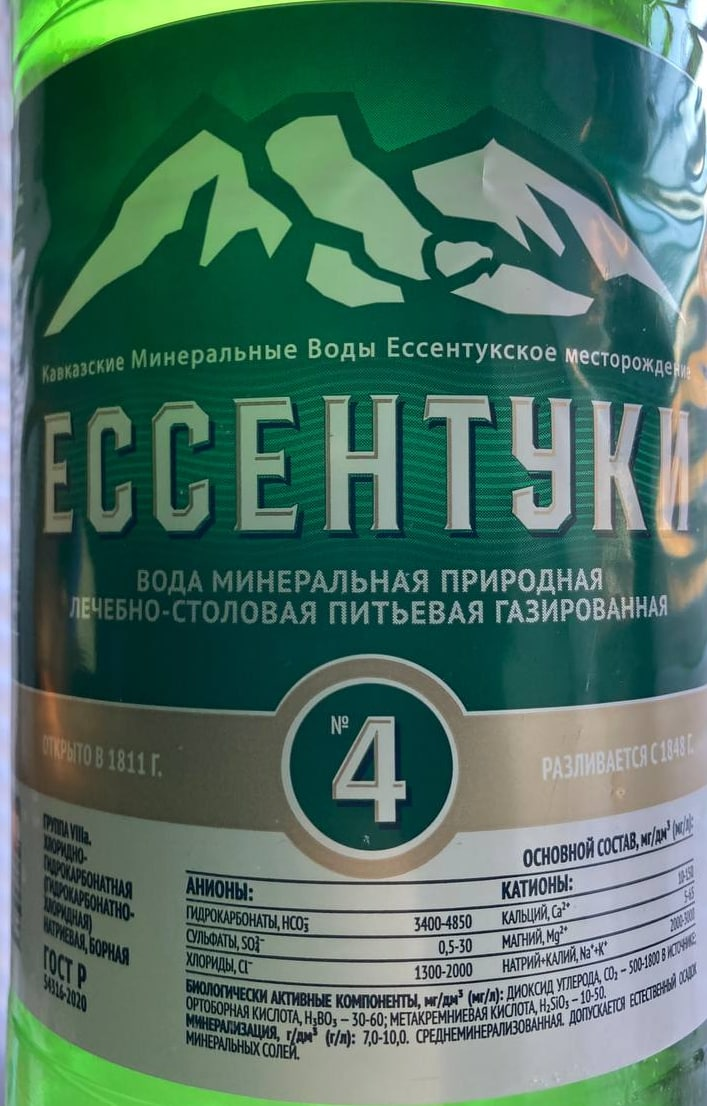
Этикетка «Ессентуки № 4» на бутылке минеральной воды

С 2000 по 2019 годы на рынке минеральных вод имела место серьёзная проблема с контрафактом и фальсификатом. На полках магазинов присутствовало много продукции, которую производители выдавали за «Ессентуки № 4» и «Ессентуки № 17». На деле же, вода в этих бутылках не имела никакого отношения к Ессентукскому месторождению, а её производители не обладали свидетельствами НМПТ на «Ессентуки» или использовали его неправомерно.
В 2019 году председатель Совета Федерации В. И. Матвиенко призвала отозвать свидетельства на наименование места происхождения товара у недобросовестных производителей минеральной воды, отметив, что некоторые предприятия выпускают воду под брендом «Ессентуки», не имея доступа к скважинам.
В 2019 году по требованию правообладателей Роспатент лишил 19 компаний права использовать наименование «Ессентуки», были отозваны свидетельства на наименование места происхождения товара (НМПТ) «Ессентуки» у всех заводов, которые не имели доступа к минеральной воде Ессентукского месторождения. В 2021 году ещё несколько предприятий были лишены права использования НМПТ «Ессентуки №4».
В 2018 году компании «Холдинг Аква» и АО «Кавминкурортресурсы» поддержали введение системы маркировки товаров с целью борьбы с производством контрафактной продукции. С 2021 года маркировка минеральной воды стала обязательной.

## Химический состав

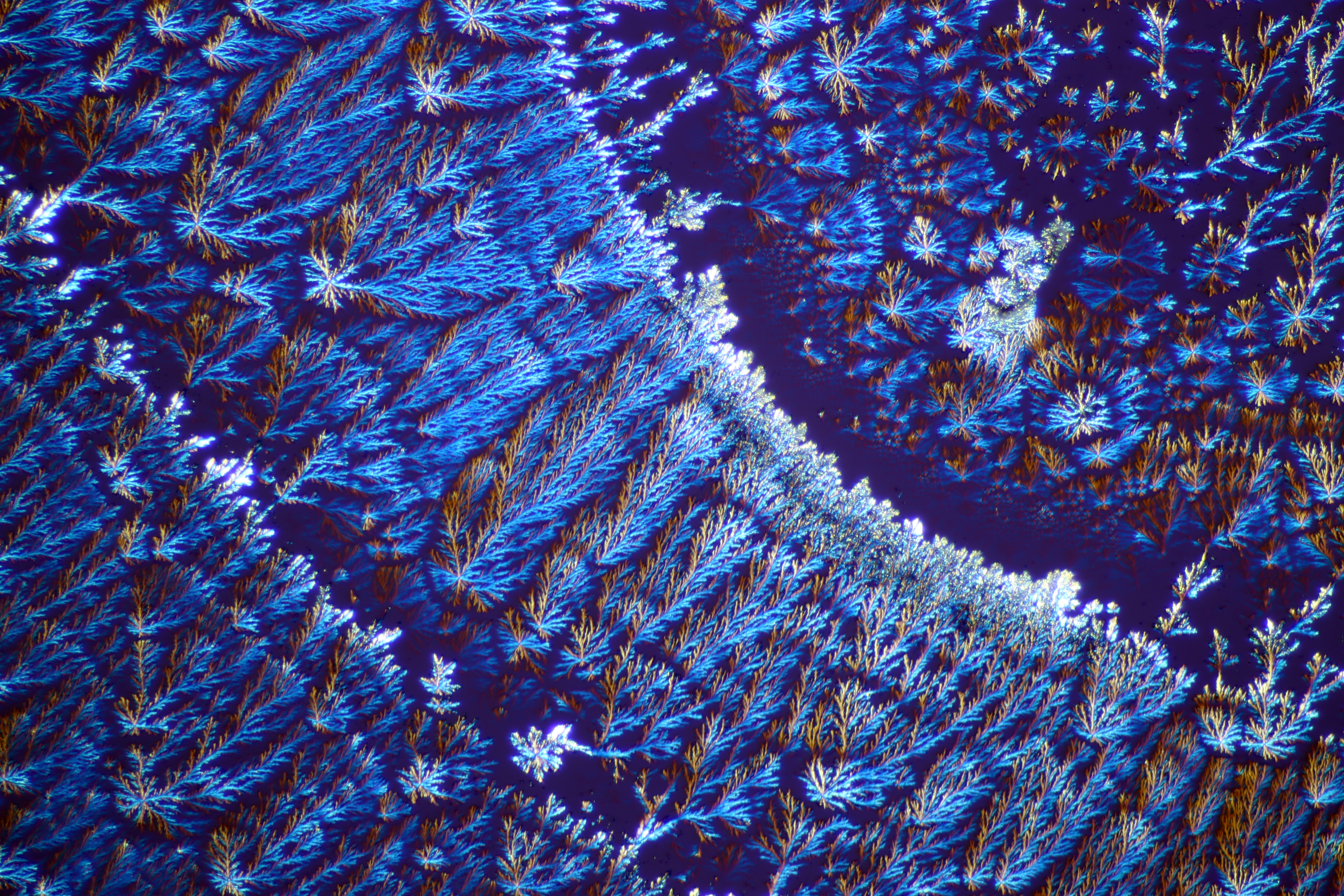
Микрокристаллы солей минеральной воды «Ессентуки № 4». Световая микроскопия, поляризованный свет

Ессентуки № 4 – минеральная природная лечебно-столовая питьевая вода, хлоридно-гидрокарбонатная (гидрокарбонатно-хлоридная) натриевая, борная, среднеминерализованная (уровень минерализации 7,0—10,0 г/л), а также НМПТ (наименование места происхождения товара).
Полный химический состав «Ессентуков №4» насчитывает более 30 минеральных веществ, основной химический состав указан в ГОСТе Р 54316-2020.
| Химический состав                      | Ессентуки № 4          |
| -------------------------------------- | ---------------------- |
| Минерализация                          | средняя (7.0—10.0 г/л) |
| Анионы, мг/л                           |                        |
| Гидрокарбонат (HCO3-)                  | 3400—4850              |
| Сульфат (SO42-)                        | 0.5—30                 |
| Хлорид (Cl-)                           | 1300—2000              |
| Катионы, мг/л                          |                        |
| Кальций (Ca2+)                         | 10—150                 |
| Магний (Mg2+)                          | 5—65                   |
| Натрий+Калий (K++Na+)                  | 2000—3000              |
| Биологически активные компоненты, мг/л |                        |
| Ортоборная кислота (H3BO3)             | 30—60                  |
| Метакремниевая кислота (H2SiO3)        | 10—50                  |
| Углекислый газ                         | 500—1800               |

## Показания к применению
При употреблении внутрь минеральная вода «Ессентуки № 4» стимулирует секрецию соляной кислоты париетальными клетками желудка, она назначается для приёма в качестве лечебного средства при заболеваниях желудочно-кишечного тракта с пониженной секрецией (например, атрофическом гастрите). Терапевтическое действие минеральной воды «Ессентуки № 4», как и других минеральных вод, не отличается высокой эффективностью и большой продолжительностью действия. Тем не менее, её использование в тёплом виде за 15—20 минут до еды способствует стимуляции секреции соляной кислоты.
Минеральная вода «Ессентуки № 4» применяется для снижения повышенной секреторной функции желудка в бальнеологическом лечении хронических гастритов и гастродуоденитов у детей. Её назначают за 1,5—2 часа до приёма пищи из расчёта 3—5 мл на кг веса ребёнка в сутки. В целях стимуляции секреторной функции желудка минеральную воду «Ессентуки № 4» употребляют в том же объёме за 20—30 минут до еды.
Кроме того, приём минеральной воды «Ессентуки № 4» показан для восстановления ритма дефекации у детей, страдающих запором. С этой целью назначают приём воды утром от четверти до полутора стаканов с небольшим количеством газа.Рекомендуется лечебное применение минеральной воды «Ессентуки № 4» вне фазы обострения при следующих заболеваниях:
- хронический гастрит с нормальной, пониженной и повышенной кислотностью;
- рефлюкс-гастрит и рефлюкс-эзофагит;
- язвенная болезнь желудка и двенадцатиперстной кишки;
- заболевания печени и жёлчевыводящих путей;
- хронический панкреатит;
- ожирение;
- хронический пиелонефрит;
- мочекаменная болезнь;
- хронический цистит;
- хронический уретрит;
- Нарушения солевого и липидного обмена.

## Месторождения
Ессентукское месторождение расположено вблизи одноимённого города-курорта, на высоте 640 м над уровнем моря на территории эколого-курортного региона Кавказские Минеральные Воды. Оно сформировалось более 70 млн лет назад при участии древних морей и вулканов, что определило особенный состав и особые свойства минеральной воды «Ессентуки».
Добыча и розлив минеральной воды «Ессентуки № 4» осуществляется группой компаний «Холдинг Аква» из скважин № 33-бис, 34-бис, 39-бис, 41-бис, 49-Э, 418, 56, 57-РЭ-бис, 71, 71-Н.
Недропользователи:
- АО «Кавминкурортресурсы»: скважины 33-бис, 34-бис, 39-бис, 41-бис, 418, 56, 57-РЭ-бис. Центральный участок месторождения
- Группа компаний «Холдинг Аква»:
  - ООО «Ессентукский завод минеральных вод на КМВ» 49-Э Новоблагодарненский участок
  - ООО «Холод Розлив» – 71, 71-Н Западно-Быкогорский участок